# Tricorynus cryptoglyptus
Tricorynus cryptoglyptus är en skalbaggsart som beskrevs av Ford 1998. Tricorynus cryptoglyptus ingår i släktet Tricorynus och familjen trägnagare. Inga underarter finns listade i Catalogue of Life.